# Балтазар (Верле)
Вижте пояснителната страница за други личности с името Балтазар.
Балтазар фон Верле (на немски: Balthasar von Werle; * ок. 1375/1371; † 5 април/18 април 1421) е от 1393/1394 до 1421 г. господар на Верле-Гюстров и от 1418 г. княз на Венден.

## Биография
Той е големият син на Лоренц, господар на Верле-Гюстров (1339 – 1393), и съпругата му Мехтилд фон Верле-Голдберг († 1402), дъщеря на Николаус IV господар на Верле-Голдберг († 1354).
След смъртта на баща му през 1393 г. Балтазар става господар на Верле-Гюстров. От 11 декември 1395 г. той управлява заедно с по-малкия си брат Йохан VII († 1414) и от 1 май 1401 г. и с брат му Вилхелм († 1436). От 4 май 1418 г. той се нарича, както и брат му, „княз фон Венден“.
Балтазар умира от чума на 5 април 1421 г. и е погребан в катедралата на Гюстров. Той няма деца.

## Фамилия
Годеж: с Агнес, дъщеря на херцог Богислав VI фон Померания, но не се жени за нея.
Първи брак: на 18 октомври 1397 г. с Еуфемия фон Мекленбург († 16 октомври 1417), дъщеря на херцог Магнус фон Мекленбург и Елизабет (Елсабе) фон Померания-Волгаст. Бракът е бездетен.
Втори брак: на 18 април 1417 г. с Хайлвиг фон Холщайн (* 1400; † 1436), дъщеря на херцог Герхард VI фон Шлезвиг-Холщайн-Рендсбург, граф фон Холщайн, и Катарина фон Брауншвайг-Люнебург. Бракът е бездетен.
След смъртта му Хайлвиг се омъжва (1423) за граф Дитрих фон Олденбург (1390 – 1440) и е майка на Христиан I (1425 – 1481), крал на Дания, Норвегия и Швеция.